# Отейса, Хорхе
Хорхе де Отейса Энбиль (исп. Jorge de Oteiza Enbil; 21 октября 1908, Орио — 9 апреля 2003, Сан-Себастьян) — испанский (баскский) скульптор.

## Биография
Родился в Орио. В 1928 году учился на медицинском факультете в Мадриде, однако забросил учебу и перевелся в Школу искусств и ремесел. В 1935 переехал в Аргентину, где женился и начал обучение в Национальной школе керамики в Буэнос-Айресе. Много путешествовал по Южной Америке, в 1948 году вернулся в Бильбао. В 1950 году получил заказ на создание статуй для базилики в святилище Арансасу (Оньяти), однако проект был приостановлен по просьбе Ватикана, который считал эту работу профанацией. В конце концов, в 1968 году, Папа Римский Павел VI объявил, что работа будет завершена.
В 1957 году ему присуждена первая премия по скульптуре на Биеннале искусства Сан-Паулу. В 1985 году награждён золотой медалью по изобразительному искусству, а в 1988 году удостоен премии по искусству Принца Астурийского, но отказался принять награды.
Был тесно связан с террористической группой ЭТА в первые годы её существования, но после стрельбы в Йоеси, отошел от деятельности организации.

## Память
В Наварре находится Музей Хорхе Отейсы.